# Lubiszewo Drugie
Lubiszewo Drugie – osada w Polsce położona w województwie pomorskim, w powiecie malborskim, w gminie Nowy Staw na obszarze Wielkich Żuław Malborskich. Miejscowość graniczy bezpośrednio z północną granicą administracyjną miasta Nowy Staw.
W latach 1975–1998 miejscowość położona była w województwie elbląskim.
Inne miejscowości z prefiksem Lubisz: Lubiszynek Pierwszy, Lubiszyn, Lubiszewo Tczewskie